# Temporada de tifones del Pacífico de 2009
La Temporada de tifones del Pacífico de 2009 fue un período fuerte de formación de ciclones tropicales en el océano Pacífico Oeste. La temporada duró todo el 2009 con mayor índice de formación entre mayo y noviembre. Estas fechas convencionalmente delimitan el período de cada año cuando la mayoría de los ciclones tropicales se forman en el noroeste del océano Pacífico.
El ámbito de este artículo se limita al océano Pacífico, al norte del ecuador y al oeste de la Línea internacional de cambio de fecha. Las tormentas que se forman al este de la línea de cambio de fecha y al norte del ecuador se llaman huracanes, véase temporada de huracanes en el Pacífico de 2009. Las tormentas tropicales formadas en toda la cuenca occidental del Pacífico Norte se les asigna un nombre por la Agencia Meteorológica de Japón. Las depresiones tropicales formadas en esta cuenca se le asigna un número con una "W" por el sufijo del Joint Typhoon Warning Center de los Estados Unidos. Además, la Administración de Servicios Atmosféricos, Geofísicos y Astronómicos de Filipinas (PAGASA) asigna nombres a los ciclones tropicales (incluyendo las depresiones tropicales) que entran o se forman en la zona de responsabilidad de Filipinas. Estos nombres, sin embargo, no son de uso común fuera de las Filipinas.
Durante la temporada, se formaron 39 depresiones en la cuenca del pacífico occidental, mientras dos se formaron fuera de la región antes de moverse al pacífico occidental.

## Pronósticos de la temporada
Cada temporada, los servicios meteorológicos nacionales y agencias científicas predicen el número de formaciones de ciclones tropicales, tormentas tropicales y tifones en una temporada y/o cómo muchos ciclones tropicales afectarían un país o territorio.

### City University of Hong Kong
Desde la temporada de 2000, el Laboratorio para la Investigación Atmosférica en City University of Hong Kong ha previsto el número esperado de ciclones tropicales, las tormentas con nombre, y tifones en una temporada. Las previsiones se publican en abril y junio. Esta temporada, el CityUHK pronóstico una temporada normal. Una temporada promedia, de acuerdo con CityUHK, dispone de 31 ciclones tropicales, 27 tormentas con nombre, y 17 tifones. En sus previsiones de abril, el CityUHK prevé un total de 31 ciclones tropicales, 27 tormentas con nombre, y 18 tifones. También prevé que 4 ciclones tropicales 4 toquen tierra en el Sur de China, en la cual se espera que sea a principios de temporada (entre mayo y agosto). En una temporada normal, 5 tocan tierra, de las cuales 3 son a principios y dos a finales de temporada (de septiembre a diciembre).

## Ciclones tropicales

### Depresión Tropical Auring
Un área de clima perturbado se formó el 30 de diciembre de 2008, en el sureste de Manila, Filipinas. En la tarde del 1 de enero de 2009, la JTWC actualizó el área de clima perturbado a una depresión tropical y se evaluó el potencial de las posibilidades para convertirse en un ciclón tropical en las 24 horas como "pobres". Temprano el 3 de enero, mientras la perturbación se desplazaba hacia el oeste, la JMA designó la perturbación como una depresión tropical menor. Más tarde ese día PAGASA, designó la depresión como Auring. El 6 de enero se disipó.

### Depresión Tropical Bising
El 9 de febrero, un área de clima perturbado se formó a 150 km (90 miles) al norte de la República de Palaos. El siguiente día el JTWC reportó que el disturbio se había disipado, sin embargo el disturbio volvió a fortalecerse el 12 de febrero y se le designó Depresión Tropical Bising por PAGASA con vientos máximos de45 km/h (30 mph). Durante este tiempo PAGASA emitió el primer aviso de ciclón tropical, para partes de Visayas y Mindanao. El siguiente día, PAGASA informó que Bising había tocado tierra en la Isla Dinagat, con vientos de 45 km/h (30 mph), más tarde PAGASA canceló el aviso público de tormenta para las Filipinas, ya que Bising había sido degradada en un área de baja presión. Se estima que unos 473 pasajeros y varios vehículos fueron abandonados en Liloan y Ormoc debido a cancelaciones de ferris. En Cebú, alrededor de 1,600 estuvieron varados debido a la depresión.
En la tarde del 14 de febrero, los remanentes de la depresión tropical Bising trajeron precipitaciones en Luzón, Región Bicol y Visayas hasta que se disipó. Las precipitaciones provocaron deslizamientos en la Isla de Cebú por lo que bloqueó la Carretera Transcendental de Cebú. El incidente ocurrió a las 11 p. m. hora local el 13 de febrero, por lo que oficiales locales tuvieron que cerrarla.

### Depresión Tropical Crising
A principios del 29 de abril, la JTWC que un área de disturbio se había formado a 430 km del sureste de Manila en las Filipinas. Las imágenes de satélite mostraron un centro de bajo nivel de circulación alargado que se había desecho con bandas convectivas rodeando el borde sur de la perturbación que se encontraba dentro de una zona de cizalladura vertical de viento. Durante el día la perturbación progresivamente se consolidó y empezó a intensificarse bajo la influencia de un anticiclón. Como resultado de esto, se formó una Alerta de Formación de Ciclón Tropical Tropical (TCFA) y fue emitida por la JTWC. Temprano en la mañana siguiente PAGASA designó a la perturbación como depresión tropical Crising, y reportó que Crising había alcanzado vientos máximos de 55 km/h (35 mph). Más tarde ese mismo día, PAGASA puso partes del occidente de Luzon bajo aviso de ciclón, mientras entraba al Mar del Sur de China.
Las fuertes lluvias producidas por el bandas exteriores de Crising causaron inundaciones en zonas occidentales de las Filipinas, afectando a un estimado de 2.500 personas. Las peores inundaciones se produjeron en Lucena City, donde diez pueblos fueron aislados. Zonas a lo largo del Río Bucon y el río Inalmasinan fueron inundadas y tuvieron importantes pérdidas de cosechas. Varios animales presuntamente se ahogaron en la región. Varias de las carreteras eran intransitables debido a los deslizamientos de tierras provocados por las inundaciones. Un puente fue destruido en la ciudad de Mercedes.

### Tifón Kujira (Dante)
A principios del 26 de abril, un área de baja presión se formó cerca de las costas de Baler, Aurora. El área, había sido un frente frío del norte de Luzon. La JTWC evaluó que el área de clima perturbado tenía potencial de convertirse en un ciclón tropical en 24 horas. Sin embargo, el 28 de abril la JTWC degradó la perturbación a causa de la interacción con la depresión tropical Crising y la depresión tropical 03. El 2 de mayo, PAGASA clasificó el disturbio como depresión tropical, llamándola "Dante" emitiendo avisos a las provincias de Camarines Norte, Camarines Sur, Albay, Sorsogon, Catanduanes, Masbate, Isla Burias y el Sur de Quezon. El tifón mató en las Filipinas 27 personas y otras 27 desaparecidas. El 4 de mayo, la JMA clasificó la tormenta como tifón, nombrándola Kujira. Sin embargo, el tifón se disipó el 7 de mayo causando más muertes.

### Depresión Tropical
El 20 de abril, se formó un área de baja presión al este de Yap. El JTWC emitió un aviso de que había posibilidades de que se formara un ciclón tropical en las siguientes 24 horas. En los siguientes días, se movió lentamente al noroeste. El 27 de abril, la JTWC y la JMA reportaron que el disturbio se estaba disipando. Pero el siguiente día, la tormenta se volvió a regenerar y se movió al sureste lentamente. El 30 de abril, la JTWC dijo que las posibilidades de que se formara un ciclón tropical en las siguientes 24 horas eran "posibles". Y el 2 de mayo, la JMA reportó que el disturbio se había intensificado en tormenta tropical. La JMA continuó emitiendo avisos hasta que la depresión se disipó el 4 de mayo, cuando se convirtió en un área de baja presión. El 7 de mayo, sus remanentes se disiparon completamente. 

### Tifón Chan-hom (Emong)
El 1 de mayo, un área de nubosidad conveccional asociada a un área de clima perturbado se formó al sureste de Nha Trang, Vietnam y se asoció con los remanentes de la depresión tropical Crising para formar una nueva área de clima perturbado. El JTWC informó que las posibilidades para que se formara en una tormenta eran "posibles". Más tarde la JMA la designó como una depresión tropical menor. El 3 de mayo, la JTWC designó al disturbio como la depresión tropical 02W y la JMA la nombró Chan-hom. Más tarde el 4 de mayo, Chan-hom se intensificó en una tormenta tropical. El 8 de mayo, Chan-hom fue degradada a una tormenta tropical hasta una depresión. La JMA emitió su último aviso de tormenta el 9 de mayo. Sin embargo la JMA su último boletín por la depresión hasta el 13 de mayo, disipándose el 14 de mayo tras provocar la muerte de al menos 55 personas en Vietnam y las Filipinas

### Tormenta Tropical Severa Linfa
El 10 de junio, la JTWC empezó a monitorear un área de disturbio situado a 140 kilómetros al sureste de Palau. El disturbio tenía un área extensa de circulación de bajo nivel, con un centro de convexión alrededor de la porción suroeste del sistema. En los siguientes par de días, el disturbio gradualmente se desarrolló, declarando la JMA sobre este sistema una Depresión Tropical el 14 de junio. Luego, el su convexión se había desorganizado, por lo tanto la JMA lo degradó a una baja presión. Sobre los siguientes dos días, el sistema se movió a través de Luzon y empezó a regenerarse. El 17 de junio la JMA reportó que el sistema se había reintensificado a depresión, nombrada por la JTWC cómo la Depresión Tropical Tres-W, ubicado a 705 kilómetros al sursudoeste de Kaohsiung, Taiwán. Más tarde la depresión se intensificó a tormenta tropical con nombre asignado Linfa, durante el resto del día se fortaleció de forma gradual. 
El 19 de junio, Linfa se intensificó más convirtiéndose en una Tormenta Tropical Severa con un ojo empezando a definirse en las imágenes de microondas. Después de interactuar con una baja presión de alto nivel el sistema se fortaleció significativamente convirtiéndose, según la JTWC en un tifón alcanzando su pico de vientos de 140 km/h. En ese mismo día su convexión cerca del centro disminuyó con un ojo ya no invisible. Los vientos de nivel alto, rápidamente incrementaron disminuyendo las probabilidades de un posible fortalecimiento. Linfa empezó a interactuar en tierra firme al sur de la provincia China de Fujian. Su convexión profunda rápidamente se disipó degradándolo a depresión tropical el 22 de junio, a medida que se desplazaba acercándose a la costa. El sistema se disipó muy cerca de la costa sin mostrar circulación. Siete personas fueron muertas por Linfa con inundaciones y daños reportados en China, Taiwán, Hong Kong y las Filipinas

### Tormenta Tropical Nangka (Feria)
El 16 de junio, un área de disturbio se formó a 170 kilómetros al noreste de Palau Island. En los próximos días, el disturbio mostró desarrollo. El día 20 de junio este sistema, súbitamente intensificó; el 22 de junio la JTWC clasificó a este sistema como una depresión menor. Luego su convexión empezó a notarse con un centro ciclónico de bajo nivel. Luego de 4 horas, la JTWC emitió su primer aviso indicando que se había formado la Depresión Tropical Cuatro-W. El 23 de junio, la PAGASA emitió su primer aviso sobre este sistema, nombrándola cómo Feria. Este sistema, luego de varias horas, se convirtió en Tormenta Tropical con nombre asignado Nangka. En la tarde de ese día a las 09:00 UTC tocó tierra en la localidad de Hernani, luego por segunda vez en Masbate a las 14:00 UTC. El 24 de junio, Nangka rápidamente se debilitó mientras se movía sobre Mindoro, esta se degradó a depresión tropical. Día después, Nangka se movió sobre el Mar de la China Meridional empezando a deteriorarse aún más. En el mediodía del 26 de junio, tocó tierra por cuarta vez en la parte norte de Hong Kong. En la tarde de ese día, la JMA y la JTWC emitieron su último aviso sobre este sistema, el 27 de junio se disipó en las montañas chinas.

### Tormenta Tropical Soudelor (Gorio)
En la tarde del 7 de julio, la JTWC reportó un disturbio que se había formado a 900 kilómetros de la ciudad de Yap. Su convexión había empezado a notarse y el 9 de julio la PAGASA designó a este sistema como la Depresión Tropical Gorio. Luego en ese día se empezaron a emitir avisos y alertas sobre este sistema, designado por la JTWC cómo Cinco-W. El 10 de julio la PAGASA emitió su último aviso en la depresión Gorio antes de moverse fuera de su área de responsabilidad. Luego la depresión se intensificó a tormenta tropical, nombrada por la JMA cómo Soudelor con vientos máximos de 65 km/h. Más tarde la JTWC indicó que se había degradado a depresión; sin embargo volvió a intensificarse a tormenta tropical cerca de la provincia de Hainan. Antes de tocar tierra en la Península de Leizhou, China se degradó por segunda vez a depresión. La depresión se movió a través del Golfo de Tonkin, entonces la JTWC emitió su último aviso indicando que este sistema tocó tierra cerca de Fangchenggang, China. El centro continuó monitoreando la depresión hasta su disipación el 13 de julio.

### Depresión Tropical Huaning (Seis-W)
El 10 de julio, la JTWC reportó un área de disturbio localizado a 1065 kilómetros al este de Manila. Su convexión fue consolidada con una circulación de medio nivel. En el siguiente día la JMA reportó que el disturbio se había desarrollado en una depresión tropical, luego se desarrolló gradualmente durante el resto del 11 de julio; la PAGASA nombró la depresión cómo Huaning día después con alerta de formación de un tifón emitida por la JTWC, a quien lo nombró como la Depresión Tropical Seis-W. Huaning tocó tierra en Chungyang, Taiwán. En el siguiente día, la JMA y JTWC emitieron su aviso final de Huaning, que se disipó el 14 de julio.

### Tifón Molave (Ising)
En la tarde del 10 de julio, un área de disturbio persistió a 280 kilómetros al sureste de Yap, este desarrolló una circulación alrededor de un centro de bajo nivel. Sin embargo, la JTWC había reportado que el disturbio se había disipado. En el siguiente día la PAGASA y la JMA designaron al disturbio cómo una Depresión Tropical con nombre Isang (según la PAGASA) y Siete-W (según la JTWC). La PAGASA había denominado a Isang como Tormenta Tropical el 15 de julio. El 17 de julio, la JMA nombró a Molave como una Tormenta Tropical Severa y Tifón por la PAGASA. En el siguiente día la HKO le asignó a la categoría de tifón a este sistema. En ese día, Molave rápidamente se desplazó al Mar de la China Meridional. El 19 de julio a las 17:00 UTC (1 AM), Molave tocó tierra desplazándose en la tarde sobre el sureste de China cómo depresión tropical; este sistema se disipó en la noche, dejó un saldo de 108 personas fallecidas.

### Tormenta tropical Goni (Jolina)
En la tarde del 25 de julio, la JTWC reportó un disturbio monzónico a 815 kilómetros al noreste de Guam. Sobre los siguientes días el disturbio gradualmente desarrolló a pesar de haberse disipado durante este período; la PAGASA denominó a este disturbio como una depresión tropical, con el nombre asignado de Jolina, este se desarrolló gradualmente hasta convertirse en Tormenta Tropical por este servicio. El 1 de agosto la JTWC emitió una alerta de formación de Ciclón Tropical, sin embargo, Jolina tocó tierra en la localidad de Casiguran en la provincia filipina de Aurora antes de emergerse en la Mar de la China Meridional. En el siguiente día, ya depresión tropical, Goni se reintensificó a tormenta tropical; el 4 de agosto, la tormenta tocó tierra por segunda vez en Macau. La JTWC emitió su boletín final sobre esta tormenta, pero el 7 de agosto sus remanentes entraron en contacto con el Golfo de Tonkin pero con poca probabilidad de regenerarse, luego en ese día la JTWC reemitió avisos y alertas en este sistema, pero el 9 de agosto se disipó.

### Tifón Morakot
El 2 de agosto, la Agencia Meteorológica de Japón, reporta que se ha formado un nuevo cúmulo tifónico de la Temporada de tifones en el Pacífico de 2009 que se localizó a 1000 km al este de Filipinas. Pero hasta esa situación, la tormenta era débil como para considerarla ciclón ese día. JTWC y PAGASA empezaron a observar la depresión a unos 700 km al sureste de Okinawa, Japón, luego, PAGASA le asina el nombre Kiko a la depresión.

### Tormenta tropical Etau
El 6 de agosto, un área de nubosidad asociada a convección a través de los monzones se encontraba a unos (620 millas) 1000 km al suroeste de Iwo To, Japón. Las imágenes de satélite muestra un "TUTT" ubicado al noreste del sistema. El 7 de agosto la JTWC actualizó el sistema y emitió una alerta. Mientras tanto la JMA, también actualizó el sistema como una depresión tropical de menor importancia. Al día siguiente, tanto como JMA y JTWC clasificaron la depresión tropical de menor importancia como una depresión. tropical mayor. El 8 de agosto, la JMA le asigna el nombre de Etau. La tormenta alcanzó vientos máximos de 75 km/h (45 mph).

## Nombres de tormentas
Los ciclones occidentales del Pacífico Norte son nombrados por el RSMC en Tokio-Centro de Tifones de la Agencia Meteorológica de Japón. Los nombres son seleccionados a partir de las siguientes listas, no hay ninguna lista anual. Los nombres fueron aportados por los 13 miembros de la CESPAP/OMM Typhoon Committee, a excepción de Singapur. Los 13 países o territorios, junto con los Estados Federados de Micronesia, cada uno de ellos presentó 10 nombres que se utilizan en orden alfabético por el nombre de inglés del país. A partir de ahora, la primera tormenta de la temporada será nombrado kujira. Los nombres en negrilla son las tormentas que se encuentran activas, y los nombres sin usar están marcados en gris.
| País contribuidor | Nombres   | Nombres   | Nombres   | Nombres  | Nombres  |
| ----------------- | --------- | --------- | --------- | -------- | -------- |
| Camboya           | Damrey    | Kong-rey  | Nakri     | Krovanh  | Sarika   |
| China             | Haikui    | Yutu      | Fengshen  | Dujuan   | Haima    |
| DPR Korea         | Kirogi    | Toraji    | Kalmaegi  | Mujigae  | Meari    |
| Hong Kong         | Kai-tak   | Man-yi    | Fung-wong | Choi-wan | Ma-on    |
| Japón             | Tembin    | Usagi     | Kammuri   | Koppu    | Tokage   |
| Laos              | Bolaven   | Pabuk     | Phanfone  | Ketsana  | Nock-ten |
| Macau             | Sanba     | Wutip     | Vongfong  | Parma    | Muifa    |
| Malasia           | Jelawat   | Sepat     | Nuri      | Melor    | Merbok   |
| Micronesia        | Ewiniar   | Fitow     | Sinlaku   | Nepartak | Nanmadol |
| Filipinas         | Maliksi   | Danas     | Hagupit   | Lupit    | Talas    |
| RO Korea          | Gaemi     | Nari      | Jangmi    | Mirinae  | Noru     |
| Tailandia         | Prapiroon | Wipha     | Mekkhala  | Nida     | Kulap    |
| Estados Unidos    | Maria     | Francisco | Higos     | Omais    | Roke     |
| Vietnam           | Son Tinh  | Lekima    | Bavi      | Conson   | Sonca    |
| Camboya           | Bopha     | Krosa     | Maysak    | Chanthu  | Nesat    |
| China             | Wukong    | Haiyan    | Haishen   | Dianmu   | Haitang  |
| DPR Korea         | Sonamu    | Podul     | Noul      | Mindulle | Nalgae   |
| Hong Kong         | Shanshan  | Lingling  | Dolphin   | Lionrock | Banyan   |
| Japón             | Yagi      | Kajiki    | Kujira    | Kompasu  | Washi    |
| Laos              | Leepi     | Faxai     | Chan-hom  | Namtheun | Pakhar   |
| Macau             | Bebinca   | Peipah    | Linfa     | Malou    | Sanvu    |
| Malasia           | Rumbia    | Tapah     | Nangka    | Meranti  | Mawar    |
| Micronesia        | Soulik    | Mitag     | Soudelor  | Fanapi   | Guchol   |
| Filipinas         | Cimaron   | Hagibis   | Molave    | Malakas  | Talim    |
| RO Korea          | Jebi      | Neoguri   | Goni      | Megi     | Doksuri  |
| Tailandia         | Mangkhut  | Rammasun  | Morakot   | Chaba    | Khanun   |
| Estados Unidos    | Utor      | Matmo     | Etau      | Aere     | Vicente  |
| Vietnam           | Trami     | Halong    | Vamco     | Songda   | Saola    |

### Filipinas
La Administración de Servicios Atmosféricos, Geofísicos y Astronómicos de Filipinas (PAGASA) utiliza su propio esquema de nombres para los ciclones tropicales en el ámbito de su responsabilidad. Las listas son recicladas cada cuatro años.
| - Auring - Bising - Crising - Dante - Emong - Feria - Gorio | - Huaning - Isang - Jolina - Kiko - Labuyo (sin usar) - Maring (sin usar) - Nando (sin usar) | - Ondoy (sin usar) - Pepeng (sin usar) - Quedan (sin usar) - Ramil (sin usar) - Santi (sin usar) - Tino (sin usar) - Urduja (sin usar) | - Vinta (sin usar) - Wilma (sin usar) - Yolanda (sin usar) - Zoraida (sin usar) - Alamid (sin usar) - Bruno (sin usar) - Conching (sin usar) | - Dolor (sin usar) - Ernie (sin usar) - Florante (sin usar) - Gerardo (sin usar) - Hernan (sin usar) - Isko (sin usar) - Jerome (sin usar) |